# 石動権現
石動権現（いするぎごんげん）は、能登国石動山の山岳信仰と修験道が融合した神仏習合の神である。虚空蔵菩薩を本地仏とし、神仏分離・廃仏毀釈が行われる以前は、石動山天平寺から勧請されて全国の石動社で祀られた。

## 概要
『石動山古縁起』によると、崇神天皇6年に方道仙人が開山し、養老元年（717年）に智徳上人が登山して天平勝宝8歳（756年）に大礼殿（講堂）を造営したという。一方、泰澄による開創の伝承が古くからあり、近世初期に林羅山が著した『新縁起』も、泰澄により構築されたとする。
中世には石動修験が隆盛を極め、石動山天平寺は三百六十余坊・衆徒三千を数えた。
|          | 旧称 | 本地             |
| -------- | ---- | ---------------- |
| 五所権現 | 大宮 | 虚空蔵菩薩       |
| 五所権現 | 客人 | 十一面観音菩薩   |
| 五所権現 | 火宮 | 聖観音菩薩       |
| 五所権現 | 梅宮 | 勝軍地蔵         |
| 五所権現 | 剣宮 | 倶利迦羅不動明王 |

## 神仏分離・廃仏毀釈
明治維新の際の神仏分離令による廃仏毀釈によって、修験道に基づく石動権現は廃された。明治3年（1870年）、真言宗の石動山天平寺も廃寺に追い込まれ、伊須流岐比古神社（石川県）に強制的に改組された。全国の石動社の多くは、伊須流岐比古神（石動彦）等を祭神とする神道の石動神社もしくは五社神社となっている。